# Goera tungusensis
Goera tungusensis is een schietmot uit de familie Goeridae. De soort komt voor in het Palearctisch en het Nearctisch gebied.